# Victor Gaboriault
Victor Gaboriault est un Viatorien, enseignant et ornithologue québécois né le 3 septembre 1909 dans le quartier Saint-Henri à Montréal et décédé le 22 mars 1952.
Victor Gaboriault est à l'origine de la méthodologie de l'observation et de l'enregistrement des oiseaux à l'aide de fiches d'observations ou feuillets d'observations quotidiennes employées au Québec par les ornithologues amateurs. La base de données ÉPOQ (Étude des Populations d'Oiseaux du Québec) est constituée à partir de la compilation de ces fiches d'observations.